# Območna liga 1988-1989
L'edizione 1988-1989 della Območna liga vide le promozioni di Elan e Steklar.
Si trattava della seconda serie slovena (la quinta nella piramide calcistica jugoslava). Območna liga significa letteralmente "lega regionale", ma in realtà si trattava più propriamente di una lega interregionale, essendo suddivisa in due soli gironi (Slovenia occidentale e orientale), mentre le regioni statistiche della Slovenia sono dodici.

## Girone ovest
|                | Pos. | Squadra       | Pt | G  | V  | N  | P  | GF | GS | DR  |
| -------------- | ---- | ------------- | -- | -- | -- | -- | -- | -- | -- | --- |
|                | 1.   | Elan          | 29 | 22 | 10 | 9  | 3  | 24 | 11 | +13 |
|                | 2.   | Jadran Dekani | 29 | 22 | 13 | 3  | 6  | 34 | 23 | +11 |
|                | 3.   | Triglav       | 27 | 22 | 12 | 3  | 7  | 31 | 22 | +9  |
|                | 4.   | Slavija Vevče | 26 | 22 | 11 | 4  | 7  | 32 | 17 | +15 |
|                | 5.   | Bela Krajina  | 23 | 22 | 7  | 9  | 6  | 32 | 26 | +6  |
|                | 6.   | Naklo         | 22 | 22 | 8  | 6  | 8  | 22 | 23 | -1  |
|                | 7.   | Bilje         | 19 | 22 | 6  | 7  | 9  | 19 | 30 | -11 |
|                | 8.   | Jesenice      | 19 | 22 | 8  | 3  | 11 | 26 | 38 | -12 |
|                | 9.   | Postumia      | 19 | 22 | 7  | 5  | 10 | 22 | 34 | -12 |
|                | 10.  | Primorje      | 18 | 22 | 4  | 10 | 8  | 16 | 21 | -5  |
|                | 11.  | Sava Kranj    | 17 | 22 | 5  | 7  | 10 | 19 | 35 | -16 |
|                | 12.  | Adria         | 16 | 22 | 5  | 6  | 11 | 13 | 19 | -6  |
| Fonte: dlib.si |      |               |    |    |    |    |    |    |    |     |

Legenda:
      Promosso in Slovenska republiška liga 1989-1990.
      Retrocesso nella divisione inferiore.
Note:
Due punti a vittoria, uno a pareggio, zero a sconfitta.

## Girone est
|                | Pos. | Squadra                 | Pt | G  | V  | N | P  | GF | GS | DR  |
| -------------- | ---- | ----------------------- | -- | -- | -- | - | -- | -- | -- | --- |
|                | 1.   | Steklar                 | 32 | 22 | 13 | 6 | 3  | 45 | 21 | +24 |
|                | 2.   | Limbuš Pekre            | 28 | 22 | 11 | 6 | 5  | 40 | 23 | +17 |
|                | 3.   | Šmartno ob Paki         | 27 | 22 | 10 | 7 | 5  | 38 | 26 | +12 |
|                | 4.   | Dravinja                | 24 | 22 | 11 | 2 | 9  | 47 | 29 | +18 |
|                | 5.   | Nafta                   | 24 | 22 | 10 | 4 | 8  | 39 | 44 | -5  |
|                | 6.   | Železničar Maribor      | 23 | 22 | 10 | 3 | 9  | 31 | 38 | -7  |
|                | 7.   | Zagorje                 | 21 | 22 | 9  | 3 | 10 | 32 | 32 | 0   |
|                | 8.   | Drava Ptuj              | 20 | 22 | 7  | 6 | 9  | 35 | 40 | -5  |
|                | 9.   | Partizan Slovenj Gradec | 20 | 22 | 7  | 6 | 9  | 26 | 38 | -12 |
|                | 10.  | Pesnica                 | 17 | 22 | 5  | 7 | 10 | 23 | 41 | -18 |
|                | 11.  | Veržej                  | 16 | 22 | 7  | 2 | 13 | 26 | 30 | -4  |
|                | 12.  | Radeče                  | 12 | 22 | 4  | 4 | 14 | 22 | 42 | -20 |
| Fonte: dlib.si |      |                         |    |    |    |   |    |    |    |     |

Legenda:
      Promosso in Slovenska republiška liga 1989-1990.
      Retrocesso nella divisione inferiore.
Note:
Due punti a vittoria, uno a pareggio, zero a sconfitta.